# Guàrdia Nacional Txetxena
L'Exèrcit Nacional Txetxè (en txetxè: Нохчийн Республика Ичкерин, rus: Национальная Армия Чеченской Республики Ичкерия) o Forces armades txetxenes fou l'exèrcit de l'antiga República Txetxena d'Itxkèria.